# モイスの戦い
モイスの戦い（モイスのたたかい、ドイツ語: Schlacht von Moys）は、七年戦争中の1757年9月7日、ハンス・カール・フォン・ヴィンターフェルト率いるプロイセン軍がオーストリア軍に敗北した戦闘。

## 背景
1757年6月、プロイセン軍はコリンの戦いで敗北して撤退していたが、ロートリンゲン公子カール・アレクサンダーとレオポルト・フォン・ダウン率いるオーストリア軍にザクセンまで追撃されていた。
ブラウンシュヴァイク＝ベーヴェルン公アウグスト・ヴィルヘルム率いるプロイセン軍本隊はオーバーラウズィッツ、ゲルリッツ近くのランデスクローネ山に布陣した。一方、シュレージエンとザクセンの間で連絡線を確保していたハンス・カール・フォン・ヴィンターフェルト率いる一軍はナイセ川右岸のモイス村にあるホルツベルク山を占領した。
来たる戦いの契機となったのは、高級指揮官たちと今後の作戦計画を検討しようとしたヴェンツェル・アントン・カウニッツの、ヤウアーニック近くにあったオーストリア大本営への到着であった。

## 経過
7月9日、フランツ・レオポルト・フォン・ナーダシュディ率いる兵士2万と大砲24門の軍勢はモイス近郊のプロイセン軍前哨を攻撃する。彼はヴィンターフェルトが、この時点では半マイル離れたゲルリッツの軍営にいるという状況を利用したのである。ヴィンターフェルトはオーストリア軍の来襲を知ると5個大隊を率いて急ぎ救援に向かった。そして劣勢であったにもかかわらず、オーストリア軍をひとまず押し返す。しかしアウグスト・ヴィルヘルム公から追加の増援が届かなかったので、ナーダシュディはプロイセン軍を迂回し、背後から攻撃することができた。ヴィンターフェルトは致命傷を負い、翌日に没した。今日なお、彼の記念碑が残されている。最終的に、ヴィンターフェルトの軍団は撤退を強いられた。

## 影響
ハンス・カール・フォン・ヴィンターフェルトの死により、アウグスト・ヴィルヘルム公は有能な顧問を失った。そして続く数週間にわたって9万に迫るオーストリア軍の追撃を受け、補給を断たれながらも公は整然と撤退する。プロイセン軍の撤退はラウジッツとシュレージエンを通り越してブレスラウの城門まで続いた。1757年11月には、要塞都市シュヴァイトニッツの失陥（第一次シュヴァイトニッツ包囲戦）とブレスラウの戦いにおける敗北が続くこととなる。